# Staurastrum muricatum
Staurastrum muricatum  là một loài Song tinh tảo trong họ Desmidiaceae, thuộc chi Staurastrum.